# Кукавка (село)
Кука́вка — село в Україні, у Вендичанській селищній громаді Могилів-Подільського району Вінницької області. Населення становить 1281 особу. До 2020 Кукавській сільській раді були підпорядковані населені пункти Ломазів та Нижчий Ольчедаїв.

## Географія
Поблизу сіл Нижчий Ольчедаїв та Ломазів виявлено поселення трипільської культури та два городища ранньоскіфських часів.
На північно-східній околиці села бере початок річка Безіменна, права притока Серебрійки.
Навколо села розташовані гідрологічні пам'ятки природи місцевого значення Джерело «Війтове», Джерело «Драгана» та Кукавські джерела.

## Історія

### За часів Речі Посполитої (1569—1793 роки)
1604 р. — Перші записи про село Кукавиця (Kukawica) у Кам'янецьких земських книгах. Опис знаходиться у розділі шляхетських маєтків Летичівського повіту. З 1641 р. варіант — Куковка (Kukowka).
1629 р. — В селі нараховувалось 43 «димів» (дворів).
1659 р. — За переписом Подільського козацького полку з Кукавки (в переписі — «Куковка», значиться полковим селом) записані такі: Атаман Іван, Бурмістр Сушак, Івашка Танчєнков, Матюшка Дудка, Алєшка Кормага, Івашка Швєць, Алєшка Добрєнчєнко, Браташ, Алєшка Носєнко, Мишка Жабчєнко, Івашка Котфич, Івашка Чюрпига.
У перепису населення, проведеному 1661 року, згадується населений пункт Кукавипя, що налічував усього дві хати і належав польському панові Яну Богушу.
1672—1699 рр. — Після захоплення турками головного міста Подільського воєводства — Кам'янця, Поділля і село Кукавка на 27 років потрапляє під владу Османської імперії у складі утвореного Кам'янецького еялету. У документах 1681 року (Кам'янецькому дефтері) містяться відомості про існування маєтності у селі Kukafka.
Кукавка тоді входила до так званих Богушівських маєтків (bona Boguszoviana), які належали спадкоємцям померлого Яна Богуша.
1718 р. — В результаті спустошливих польсько-турецьких битв за Поділля, регулярних козацьких повстань, а також через пандемію чуми 1710—1720 років, в Кукавці людей поменшало — 16 дворів підданих та 2 — шляхти.
1734 р. — під час селянсько-гайдамацького повстання багато мешканців Кукавки теж взялися за зброю. Серед них особливо відзначився своєю хоробрістю сотник Іван Бабій. Коли повстання було придушено, шляхта вчинила жорстоку розправу над його учасниками. І. Бабієві відтяли голову і настромили її на високу палю. Багато днів ця паля жахала жителів навколишніх сіл. Тіло сотника закопали на межі сіл Кукавки, Жеребилівки та Серебринця. На могилі селяни поставили кам'яний стовп, що зберігся і до цього часу під назвою «Бабій».
У другій половині XVIII ст. село належало Катажині Коссаковській з роду Потоцьких.

### У складі Російської імперії (1793—1917 роки)
1793 р. — Внаслідок Другого поділу Речі Посполитої Поділля переходить під владу Російської імперії. Кукавка та інші маєтки графині Коссаковської, яка не схотіла присягнути на вірність Катерині II, було конфісковано й передано графові Іраклію Моркову.
Він доручив художнику В. А. Тропініну, який на той час був кріпаком графа Моркова, скласти проект палацу та церкви в Кукавці.
1804—1806 рр. — коштом графа Моркова у селі будується церква — храм Дмитра Солунського. (До того в Кукавці була дерев'яна церква — згоріла від блискавки у 1795 р.

#### Тропінін у Кукавці
Художник Тропінін мешкав у Кукавці у 1804—1812 та 1818—1821 рр.
Кукавська церква була спроектована і розписана Тропініним, але до нашого часу дійшла лише одна фреска — зображення Почаївської богоматері (навпроти іконостасу, нижче купола). Художник виготовив хоругви та плащаницю для храму. Фасад був прикрашений скульптурами — 12 апостолів на зріст людини по краю даху (за наказом єпископа були зняті у 1870 р.). Тропінін був першим, хто обвінчався у щойно збудованому храмі — перед образами іконостасу, написаними ним самим.
В Кукавці намалював свого відомого «Кармалюка», портрети «Українка», «Селянка», «Селянин», «Хлопчик із топірцем», «Дівчина з Поділля», «Молодий український селянин» тощо. Звісно, писав портрети родини Моркових. Картина «Весілля у Кукавці Подільської губернії» (32 на 42 см — оригінал, зберігається у Третьяковській галереї у Москві) — на ній видно не лише Дмитрівську церкву, а й легку, барокову дзвіницю під зеленим дахом (не збереглася) — та панський палац графа Іраклія Моркова вдалині.
Тільки на 47-му році життя В. А. Тропінін одержав від Моркова «вольную» і переїхав до Москви. Але його син залишився кріпаком. Пригадуючи кукавський період життя, В. А. Тропінін писав, що в той час він наполегливо, без відпочинку, малював з натури, «писав з усього і з усіх, і ці мої праці, здається, кращі зі всіх, що до цього часу мною написані».

Іменем Тропініна названа вулиця та школа в Кукавці. Починаючи з 1970-х років проводиться Тропінінське свято.
У 1804—1806 рр. на північ від Кукавки засновано поселення, яке назвали Малою Кукавкою, а те, що існувало раніше, стало називатися Великою Кукавкою. Також була заснована Іракліївка (названа так на ім'я Іраклія Моркова).
1829 року кукавський маєток перейшов до зятя Моркова — П. Чернишова.
1850-і рр. — Онук Іраклія Моркова, Микола Павлович Чернишов (був предводителем дворянства Могилівського повіту) заснував у у Кукавці чотирирічну школу з пансіонатом. При школі працював театр, котрий навіть їздив на гастролі до Кам'янця, Одеси, Києва і Москви. У 1863 р. влада закрила цей навчальний заклад. Замість неї наступного року відкрили однокласну народну школу.
У 1883 р. Малу Кукавку та Іракліївку купив управитель маєтків графів Кочубеїв, Микола Іванович Кабгер (у селі зберігся його будинок). Був добрим господарем, заснував так званий «філонів» сад, навколо поміщицького маєтку було посаджено молодий ліс («Кабгерський ліс» — ліс на околиці Кукавки у напрямку села Жеребилівка).
З 1889 року в Кукавці діяв фельдшерський пункт.
Праправнук Іраклія Моркова, теж Іраклій Морков, у 1906 р. заснував у Соломоновій Ямі між Ломазовим та Нижчеольчедаєвим астрономічну обсерваторію. У обсерваторії була чимала бібліотека. Для спостережень за сонячною радіацією звідси було запущено 178 зондів. Дані метеорологічних досліджень по телефону двічі на день передавали у Санкт-Петербург. (Коли Поділля відійшло до більшовиків, обсерваторію та бібліотеку знищили, а забальзамоване тіло графа-метеоролога сплюндрували — викинули з церкви у Ломазові в канаву).
В 1914 році у Великій Кукавці був 331 двір, а в Малій Кукавці — 165 дворів.
7 (20) листопада 1917 року, відповідно до Третього Універсалу Української Центральної Ради, увійшло до складу Української Народної Республіки.

### Могила воїнів армії УНР

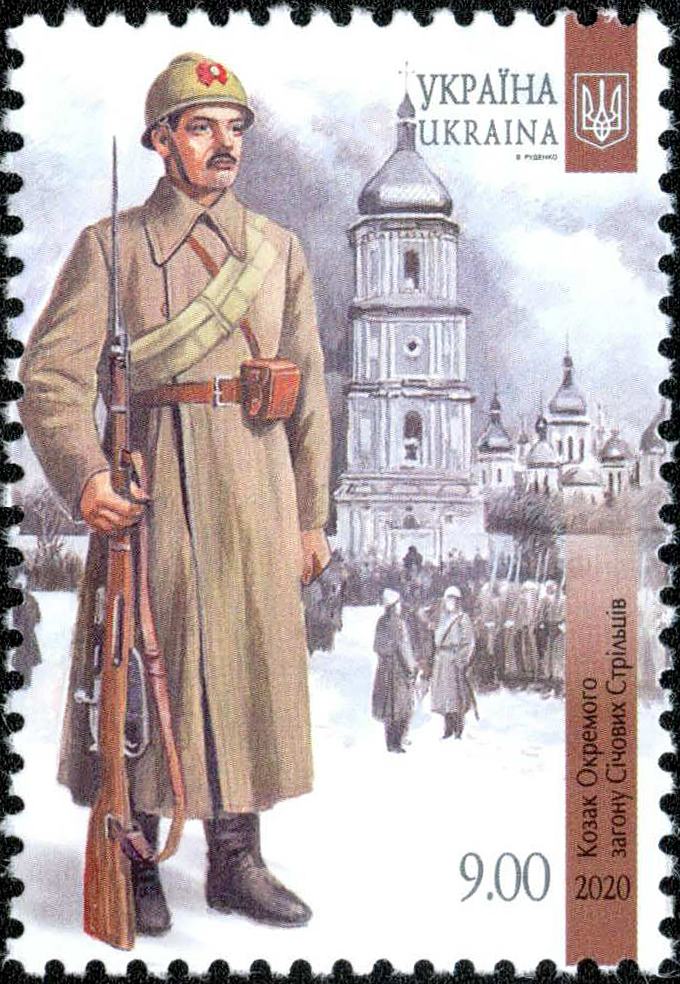
Козак Окремого загону Січових Стрільців

У 2017 році Український інститут національної пам'яті разом з пошуковцями меморіально-пошукового підприємства «Доля», що при Львівській обласній раді, виявили масове поховання воїнів Армії УНР у полі між селами Кукавка і Тарасівка Могилів-Подільського району Вінницької області. У забутій могилі було виявлено 19 осіб. За результатами аналізу супровідного матеріалу та архівних досліджень кандидатів історичних наук Андрія Руккаса, Михайла Ковальчука та Ярослава Тинченка було встановлено, що у братській могилі спочивають вояки Армії УНР.
За твердженням Ярослава Тинченка, 11 листопада 1920 р. між селами Кукавка та Вендичани відбувся бій між 3-м кінним полком 3-ї Залізної дивізії Армії УНР та частинами 8-ї кавалерійської дивізії Червоної армії. Ворожа кіннота, що кількісно переважала українців, змогла розділити 3-й кінний полк. Більшу його частину ворог відкинув у напрямі на Борщівці, менша з боєм відступила на Вендичани.
Встановити приналежність віднайдених останків до Армії УНР Інституту вдалось завдяки комплексному аналізу зібраної інформації. На місце поховання «вбитих петлюрівців» вказав мешканець Кукавки Єфремов Семен Васильович (1928 р.н.), який в дитинстві чув розмови старших людей про вояків Армії УНР, похованих у Романовому яру за селом. Семен Васильович ще у підлітковому віці неодноразово випасав худобу біля могили (до її руйнування) відтак зміг чітко вказати пагорб, на якому й знаходилась поховальна яма. Крім того у могилі були виявлені елементи військового спорядження та одностроїв різних армій. Останки загиблих мали сліди прижиттєвих уражень (рубаних ударів холодною зброєю).
Перепоховали вояків Армії УНР у Кукавці, поблизу будинку сільської ради.
12 червня 2020 року, відповідно до Розпорядження Кабінету Міністрів України від № 707-р «Про визначення адміністративних центрів та затвердження територій територіальних громад Вінницької області», увійшло до складу Вендичанської селищної громади.
19 липня 2020 року, в результаті адміністративно-територіальної реформи та ліквідації Могилів-Подільського району (1923 — 2020), село увійшло до складу новоутвореного Могилів-Подільського району.

## Пам'ятки
Церква Дмитра Солунського — архітектурний твір В. Тропініна.
У 1990 році біля храму було встановлено пам'ятник Василю Тропініну (автор — скульптор та письменник Микола Крижанівський).
У селі є пам'ятник Богдану Хмельницькому, споруджений у 1954 році.
Пам'ятник 149 воїнам-односельчанам, загиблим на фронтах Великої Вітчизняної війни.
Будинок, в якому жив Михайло Коцюбинський (у 1879—1880 рр.)

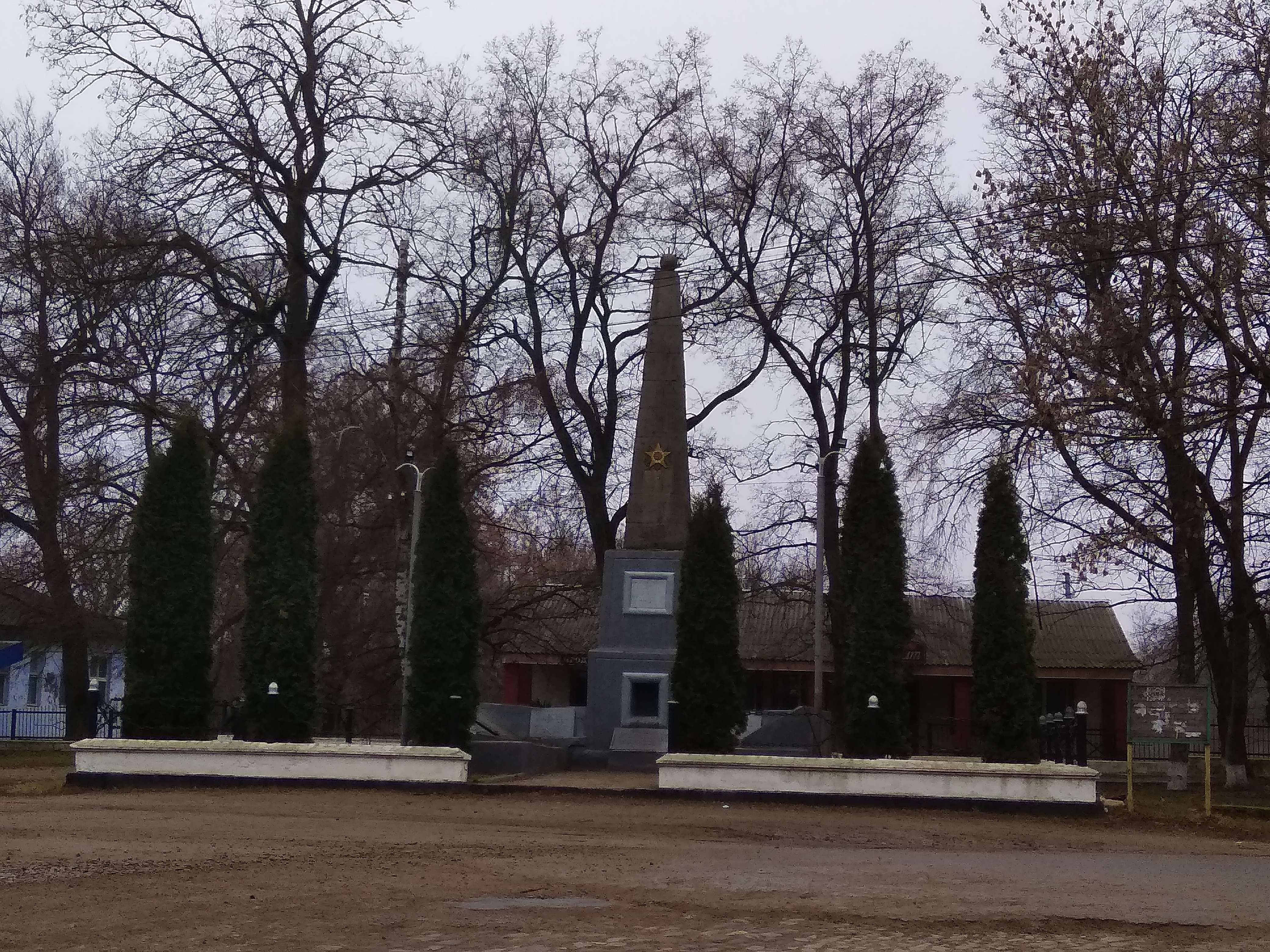
Пам'ятник 149 воїнам-односельчанам, загиблим на фронтах ВВв
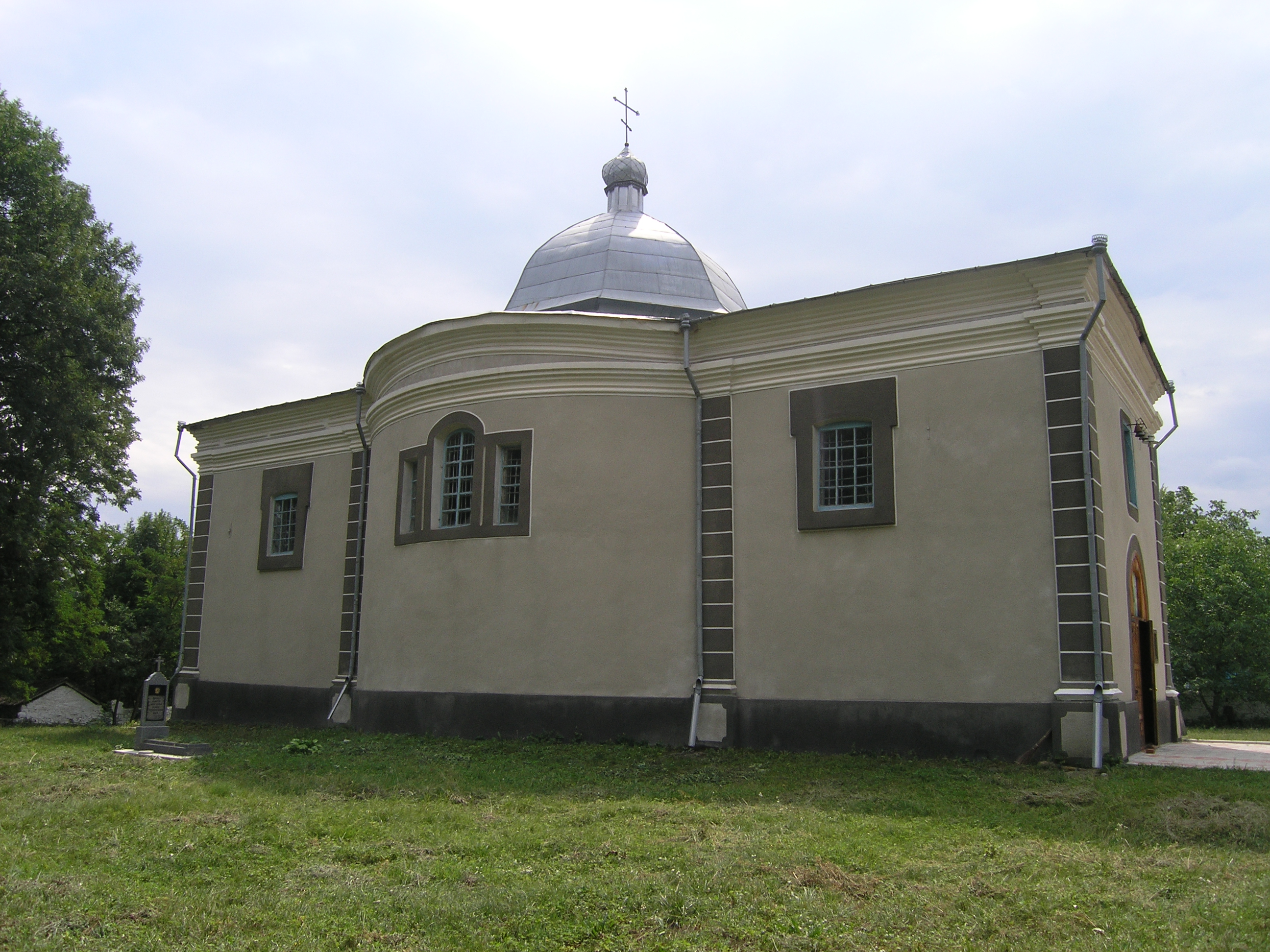
Церква Дмитра Солунського
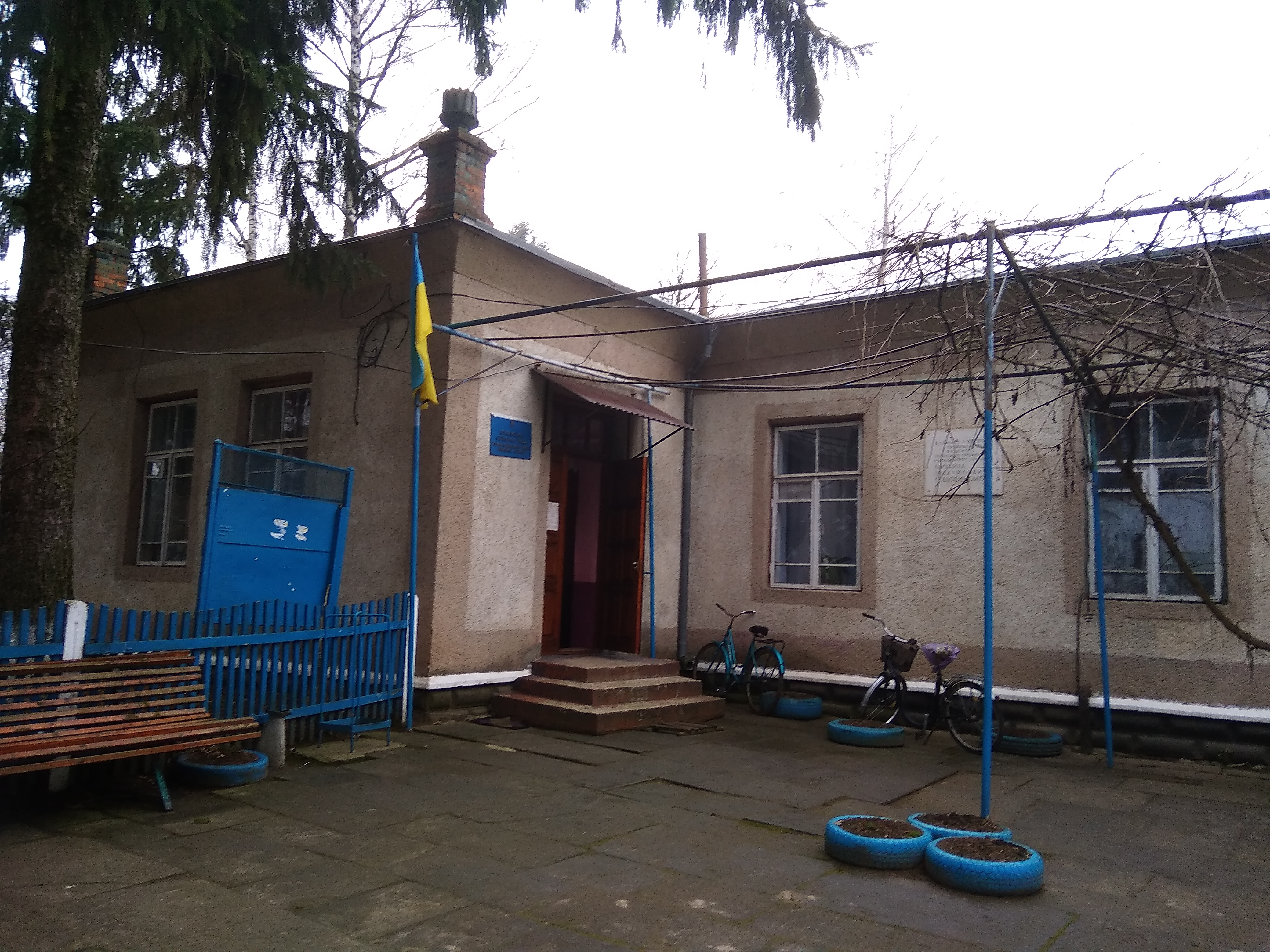
Будинок, в якому жив Михайло Коцюбинський

## Відомі люди
- Василь Тропінін
- Мефодій Васильович Рябий (02.07.1894, с. Кукавка — 29.05.1974, там само), український фольклорист, етнограф, краєзнавець. Налагодив зв'язки з науковими установами Києва та Вінниці. Зробив і передав етнографічній комісії ВУАН понад 300 записів народних пісень, багатьох обрядів. Займався археологією, написав історію свого села, досліджував історію перебування художника В. А. Тропініна в Кукавці. У 30-ті роки зазнав репресій. 1953 р. заснував у селі краєзнавчий музей[16].